# 1812년 영국 총선
1809년 윌리엄 벤팅크가 건강을 이유로 사임하자, 새로 수상이 된 스펜서 퍼시벌은 1812년 5월 11일 암살당한다. 로버트 젱킨슨이 새로 수상이 되어 헨리 애딩턴파를 내각에 끌어들이는 데 성공하지만, 그렌빌파나 그레이파를 포섭하는 데 실패한다. 이 구도의 발달이 양당제로 이어지게 된다.